# کاتسویوکی موتوهیرو
کاتسویوکی موتوهیرو (انگلیسی: Katsuyuki Motohiro؛ زادهٔ ۱۳ ژوئیهٔ ۱۹۶۵) کارگردان فیلم اهل ژاپن است.